# Izajasz (Antonović)
Izajasz, imię świeckie Jovan Antonović (ur. 1696 w Budzie, zm. 22 stycznia 1749 w Wiedniu) – serbski biskup prawosławny, metropolita karłowicki między sierpniem 1748 a styczniem 1749.

## Życiorys
Święcenia kapłańskie przyjął jako biały duchowny, był kapłanem żonatym. Po śmierci małżonki, w 1731, został nominowany na biskupa aradzkiego, wtedy też złożył wieczyste śluby mnisze. Cieszył się dobrą opinią na dworze austriackim, dzięki czemu, wbrew stanowisku patriarchy Arseniusza IV został w 1741 także ordynariuszem eparchii vršackiej. Wśród wiernych i duchowieństwa nie cieszył się znacznym autorytetem, do czego przyczyniał się fakt, iż wbrew panującym wśród mnichów zwyczajom jadł mięso. Jego wybór na soborze cerkiewno-ludowym nie był jednogłośny, szczególnie protestował przeciwko niemu biskup baczki Wissarion.
W 1748 r. został metropolitą karłowickim po śmierci Arseniusza IV, z poparcia dworu wiedeńskiego, pomimo tego, że pozostawał niepopularny wśród wiernych. Krótko po wyborze zwrócił się do wiernych z apelem o wspieranie finansowe serbskich szkół cerkiewnych. Nie zdołał jednak zrealizować żadnych związanych z nimi planów, gdyż w styczniu 1749 zmarł.